# Diplazium anthraxacolepis
Diplazium anthraxacolepis là một loài dương xỉ trong họ Athyriaceae. Loài này được Fée mô tả khoa học đầu tiên năm 1854.
Danh pháp khoa học của loài này chưa được làm sáng tỏ. 